# Strahil Peak
Der Strahil Peak (englisch; bulgarisch връх Страхил wrach Strachil) ist ein 2700 m hoher, felsiger und spitzer Berggipfel im westantarktischen Ellsworthland. In der nordzentralen Sentinel Range des Ellsworthgebirges ragt er 2,8 km nordwestlich des Mount Hale, 8,2 km ostnordöstlich des Mount Hubley, 8,63 km südöstlich des Silyanov Peak und 7,7 km südlich des Brocks Peak auf.
US-amerikanische Wissenschaftler kartierten ihn 1961 und 1988. Die bulgarische Kommission für Antarktische Geographische Namen benannte ihn 2014 nach Strachil Wojwoda, einem bulgarischen Rebellenführer des 17. und frühen 18. Jahrhunderts.